# 最高人民法院刑事审判第二庭
最高人民法院刑事审判第二庭，位于北京市东城区北花市大街9号，是中华人民共和国最高人民法院内设机构。

## 沿革
1949年11月1日，中央人民政府最高人民法院正式办公。1950年1月，中央人民政府委员会批准了《最高人民法院试行组织条例》，条例规定最高人民法院设刑事审判庭、民事审判庭和办公厅、督导处、编纂处等单位。按照1954年《中华人民共和国人民法院组织法》的规定，中华人民共和国最高人民法院设刑事审判庭、民事审判庭和研究室、督导室、顾问室、办公厅等单位。1966年“文化大革命”爆发，最高人民法院受冲击，机构趋于瘫痪。1976年10月粉碎“四人帮”后，刑事审判庭、民事审判庭、办公厅等业务、行政单位逐步恢复。到1983年，设立了刑事审判第一庭、刑事审判第二庭、民事审判庭、经济审判庭、研究室、办公厅、人事厅、司法行政厅。
2000年12月4日，《最高人民法院机关内设机构及新设事业单位职能》（法发〔2000〕30号）发布，其中规定最高人民法院机关内设机构有刑事审判第二庭，职能是：
1. 审判破坏社会主义市场经济秩序罪、侵犯财产罪、贪污贿赂罪、渎职罪等第一、二审案件，复核死刑案件。
2. 审理相关的因特殊情况在法定刑以下判处刑罚的复核案件。
3. 处理相关的死刑喊冤案件。
4. 办理相关大案要案的协调、指导事宜[2]。

2005年6月13日，增设刑事审判第三庭、刑事审判第四庭、刑事审判第五庭，并调整了各刑事审判庭的分工。

## 职能
目前刑事审判第二庭“主要负责危害国家安全、职务犯罪、涉外涉港澳台犯罪等案件的复核及有关审判指导工作。”
刑事审判第二庭以案件类型管辖为主，管辖全国范围内的涉港澳台、涉外犯罪，职务犯罪，军职人员犯罪，危害国家安全犯罪和政治敏感案件。刑事审判第二庭负责的地区是新疆维吾尔自治区。

## 历任庭长、副庭长
| 庭长 1. 王德茂（1963年3月4日—？） 2. 王怀安（1979年9月13日—1980年8月26日） 3. 彭树华（1981年9月10日—1983年9月2日） 4. 孙琬钟（1985年6月18日—1987年3月19日） 5. 宋雅亭（1987年3月19日—1992年9月4日） 6. 宋鑫春（1992年9月4日—1995年8月29日） 7. 南英（1998年11月4日—2000年8月25日） 8. 张军（2000年8月25日—2001年12月29日） 9. 熊选国（2002年2月28日—2005年10月27日） 10. 任卫华（2005年10月27日—2010年8月28日） 11. 裴显鼎（2010年8月28日—2020年12月26日） 12. 王晓东（2021年4月29日—） | 副庭长 - 于铁民（1965年7月22日—？；1979年9月13日—？） - 孙冠辛（1979年9月13日—1982年5月4日） - 彭树华（1979年9月13日—1981年9月10日） - 朱耀堂（1979年9月13日—1983年9月2日） - 沈建（1981年9月10日—1983年9月2日；1985年6月18日—1987年3月19日） - 宋雅亭（1983年9月2日—1987年3月19日） - 张志刚（1987年3月19日—1992年9月4日） - 郭振江（1983年9月2日—1985年6月18日） - 杨克佃（1989年2月21日—1992年9月4日） - 刘效柳（1992年9月4日—2004年12月29日） - 李武清（1992年9月4日—2000年8月25日） - 任卫华（2000年8月25日—2005年10月27日） - 杨万明（2002年2月28日—2004年10月27日） - 裴显鼎（2005年8月28日—2010年8月28日） - 叶晓颖（2005年8月28日—2016年2月26日） - 苗有水（2007年12月29日—2019年8月26日） - 王晓东（2012年6月30日—2021年4月29日） - 韩维中（2016年9月3日—2020年12月26日） - 王秀梅（2017年4月27日—2020年8月11日） - 牛克乾（2019年12月28日—2022年2月28日） - 逄锦温（2020年10月17日—） - 张杰（2021年4月29日—） - 周伦军（2022年4月20日—） |